# Palakkodu
Palakkodu é uma panchayat (vila) no distrito de Dharmapuri, no estado indiano de Tamil Nadu.

## Geografia
Palakkodu está localizada a 12° 18′ N, 78° 05′ L. Tem uma altitude média de 533 metros (1748 pés).

## Demografia
Segundo o censo de 2001,  Palakkodu  tinha uma população de 18,614 habitantes. Os indivíduos do sexo masculino constituem 51% da população e os do sexo feminino 49%. Palakkodu tem uma taxa de literacia de 64%, superior à média nacional de 59.5%: a literacia no sexo masculino é de 70% e no sexo feminino é de 57%. Em Palakkodu, 12% da população está abaixo dos 6 anos de idade.